# 郭全
郭全，元朝辽阳（今辽宁省辽阳市）人。
郭全幼年丧母，悲哀得如同成人一样。长大后，父郭庭玉去世，结庐守墓三年，只喝粥导致面目憔悴。事奉继母唐古氏非常孝顺。唐古氏生四子，都年幼，郭全亲自耕地来养弟弟。弟弟们长大后娶妻，各求分家另外居住，郭全不能阻止，田庐器物，自己留下坏的，和唐古氏一起居住，供养没有缺乏。唐古氏去世，郭全年六十余岁，哀痛之极，庐其墓侧直到终丧。